# Železniška postaja Šentilj
Železniška postaja Šentilj je ena izmed železniških postaj v Sloveniji, ki oskrbuje bližnje naselje Šentilj v Slovenskih goricah.